# Ginnastica artistica alla XXIX Universiade
Il programma della Ginnastica artistica alla XXIX Universiade si è svolto dal 19 al 23 agosto 2017 al Taipei Nangang Exhibition Center di Taipei a Taiwan.

## Podi

### Uomini
| Evento                           | Oro                                                                               | Punti | Argento                                                                              | Punti | Bronzo                                                                                  | Punti |
| Concorso a squadre (dettagli)    | Giappone Kenta Chiba Tomomasa Hasegawa Yuya Kamoto Shogo Nonomura Wataru Tanigawa |       | Ucraina Petro Pachnjuk Vladyslav Hryko Oleh Vernyayev Yevhen Yudenkov Ihor Radivilov |       | Russia Daniil Kazachkov Ilya Kibartas Vladislav Poliashov Kirill Prokopev Alexey Rostov |       |
| Concorso individuale (dettagli)  | Oleh Vernyayev                                                                    |       | Shogo Nonomura                                                                       |       | Wataru Tanigawa                                                                         |       |
|                                  |                                                                                   |       |                                                                                      |       |                                                                                         |       |
| Corpo libero (dettagli)          | Kirill Prokopev                                                                   |       | Kim Han-sol                                                                          |       | Wataru Tanigawa                                                                         |       |
| Cavallo con maniglie (dettagli)  | Lee Chih-kai                                                                      |       | Oleh Vernyayev                                                                       |       | Tomomasa Hasegawa                                                                       |       |
| Anelli (dettagli)                | Artur Tovmasyan                                                                   |       | İbrahim Çolak                                                                        |       | Oleh Vernyayev                                                                          |       |
| Volteggio (dettagli)             | Audrys Nin Reyes                                                                  |       | Oleh Vernyayev                                                                       |       | Andrei Muntean                                                                          |       |
| Parallele simmetriche (dettagli) | Shogo Nonomura                                                                    |       | Petro Pachnjuk                                                                       |       | Wataru Tanigawa                                                                         |       |
| Sbarra (dettagli)                | Axel Augis                                                                        |       | Vladislav Poliashov                                                                  |       | Wataru Tanigawa                                                                         |       |

## Donne
| Evento                            | Oro                                                                                        | Punti | Argento                                                                           | Punti | Bronzo                                                                          | Punti |
| Concorso a squadre (dettagli)     | Russia Lilia Akhaimova Darya Elizarova Maria Paseka Evgeniya Shelgunova Dar'ja Spiridonova |       | Canada Ellie Black Jessica Dowling Denelle Pedrick Brittany Rogers Briannah Tsang |       | Giappone Yumika Nakamura Natsumi Sasada Asuka Teramoto Ayana Tone Yuki Uchiyama |       |
| Concorso individuale (dettagli)   | Larisa Iordache                                                                            |       | Asuka Teramoto                                                                    |       | Ellie Black                                                                     |       |
|                                   |                                                                                            |       |                                                                                   |       |                                                                                 |       |
| Volteggio (dettagli)              | Brittany Rogers                                                                            |       | Lilia Akhaimova                                                                   |       | Maria Paseka                                                                    |       |
| Parallele asimmetriche (dettagli) | Dar'ja Spiridonova                                                                         |       | Kim Bùi                                                                           |       | Ellie Black                                                                     |       |
| Trave (dettagli)                  | Ellie Black                                                                                |       | Natsumi Sasada                                                                    |       | Larisa Iordache                                                                 |       |
| Corpo libero (dettagli)           | Larisa Iordache                                                                            |       | Asuka Teramoto                                                                    |       | Lilia Akhaimova                                                                 |       |